# Heinz Kaufmann
Heinz Kaufmann (alemany: Heinz Werner Alfred Kaufmann)  (Berlín, 20 de setembre de 1913 - Berlín, 31 d'agost de 1997) fou un remer alemany que va competir durant les dècades de 1930 i 1940.
El 1936 va prendre part en els Jocs Olímpics de Berlín, on guanyà la medalla de bronze en la prova del vuit amb timoner del programa de rem. En el seu palmarès també destaca la plata al Campionat d'Europa de rem de 1937.